# زبان الفی
زبان الفی زبان ساخته شده‌ای است که توسط الف‌ها در یک محیط فانتزی استفاده می‌شود. جی آر آر تالکین، لغت‌شناس و نویسنده داستان‌های فانتزی، اولین بار این‌زبان را که شامل کوئنیا و سینداری می‌شوند ایجاد کرد.

## زبان‌های الفی تالکین
جی آر آر تالکین، لغت‌شناس و نویسنده خیال‌پردازی حماسی، زبان‌های بسیاری را برای الف‌های خود خلق کرد و او را به خلق اسطوره‌شناسی کتاب‌های سرزمین میانه‌اش، با تقسیم‌بندی‌های متعدد از الف‌ها، سوق داد تا به زبان‌هایی که ساخته بود صحبت کنند. این زبان‌ها به سرعت در استفاده امروزی گسترش یافته‌اند. علاقه او در درجه اول لغت‌شناسی بود. او اظهار داشت که داستان‌هایش از زبان‌هایش بیرون آمده‌است. این زبان‌ها اولین چیزی بودند که تالکین برای اسطوره‌هایش خلق کرد، با چیزی که در ابتدا «قِنیا» نامید، اولین شکل ابتدایی الویش. این زبان بعداً Quenya (الف) نامیده شد و یکی از دو زبان کامل تالکین است (دیگری سیندارین یا الف خاکستری). آواشناسی و دستور زبان کوئنیا تحت تأثیر فنلاندی است، در حالی که سینداری تحت تأثیر ولزی است.
| تاریخچه داخلی زبانهای الفی تالکین                    | تاریخچه داخلی زبانهای الفی تالکین                               | تاریخچه داخلی زبانهای الفی تالکین                                        | تاریخچه داخلی زبانهای الفی تالکین                                        | تاریخچه داخلی زبانهای الفی تالکین        | تاریخچه داخلی زبانهای الفی تالکین                                 | تاریخچه داخلی زبانهای الفی تالکین                                             |
| ---------------------------------------------------- | --------------------------------------------------------------- | ------------------------------------------------------------------------ | ------------------------------------------------------------------------ | ---------------------------------------- | ----------------------------------------------------------------- | ----------------------------------------------------------------------------- |
| کوئندین اولیه زبان همه الف‌ها در Cuiviénen            |                                                                 |                                                                          |                                                                          |                                          |                                                                   |                                                                               |
| الدارین معمولیزبان الف‌ها در طول ماه مارس             | الدارین معمولیزبان الف‌ها در طول ماه مارس                        | الدارین معمولیزبان الف‌ها در طول ماه مارس                                 | الدارین معمولیزبان الف‌ها در طول ماه مارس                                 | الدارین معمولیزبان الف‌ها در طول ماه مارس | الدارین معمولیزبان الف‌ها در طول ماه مارس                          | آوارین ترکیبی از زبان‌های آواری (حداقل شش) که بعداً برخی با ناندورین ادغام شدند |
| کوئنیازبان اولدورها و وانیارها                       | کوئنیازبان اولدورها و وانیارها                                  | کوئنیازبان اولدورها و وانیارها                                           | Telerin معمولی زبان اولیه همه لیندارها                                   | Telerin معمولی زبان اولیه همه لیندارها   | Telerin معمولی زبان اولیه همه لیندارها                            | آوارین ترکیبی از زبان‌های آواری (حداقل شش) که بعداً برخی با ناندورین ادغام شدند |
| کوئندیا همچنین وانیارین کوئنیا، زبان روزانه وانیارها | کوئنیای تبعیدی همچنین Ñoldorin Quenya، گفتار محاوره ای نولدورها | تلرین زبان تلری‌هایی که به سرزمین‌های مرگ ناپذیر رسیدند. لهجه ای از کوئنیا | تلرین زبان تلری‌هایی که به سرزمین‌های مرگ ناپذیر رسیدند. لهجه ای از کوئنیا | سیندارین زبان سیندار                     | ناندورین زبان‌های ناندور، برخی از آنها تحت تأثیر آورین قرار گرفتند | آوارین ترکیبی از زبان‌های آواری (حداقل شش) که بعداً برخی با ناندورین ادغام شدند |

تالکین یک شجره نامه از زبان‌های الفی را تصور کرد که همگی از اجداد مشترکی به نام کوئندین اولیه می‌آیند. او به‌طور گسترده روی چگونگی انحراف زبان‌ها از کوئندیای ابتدایی در طول زمان، در واج‌شناسی و دستور زبان، به تقلید از توسعه خانواده‌های زبانی واقعی کار کرد. او علاوه بر «کوئنیا» و «سینداری»، چندین زبان الفی دیگر را با جزئیات بسیار کمتر ترسیم کرد، مانند Telerin, Nandorin و Avarin.
علاوه بر فرهنگ لغت اصلی تالکین، بسیاری از طرفداران کلمات و عبارات را به اشتراک گذاشته‌اند و سعی در ایجاد زبانی دارند که می‌تواند به‌طور کامل در واقعیت استفاده شود.

## سایر زبان‌های الفی
از زمان تالکین، دیگران زبان‌های الفی را در داستان‌ها و محصولات خود اختراع کردند. برخی از آن‌ها از صداها، فرم‌ها و کلمات کامل زبان الفی که تالکین ساخته‌است، استفاده کرده‌اند.
| زبان                              | خالق             | تنظیمات                | بر اساس                          | یادداشت |
| --------------------------------- | ---------------- | ---------------------- | -------------------------------- | --- |
| زبان باستانی                      |                  | چرخه وراثت             | نورس قدیم، تالکین                | الف‌ها و سواران و سایر کاربران جادویی برای طلسم کردن استفاده می‌کنند. این زبان مردم خاکستری بود که اکنون منقرض شده‌اند. در زبان باستانی نمی‌توان دروغ گفت و به آنچه در آن می‌گوید مقید است. |
| الیلون و هن لینگ (سخنرانی بزرگتر) | آندری ساپکوفسکی  | حماسه ویچر             | ولزی، ایرلندی، فرانسوی و انگلیسی | [ ۵ ] |
| التارین                           |                  | فانتزی وارهمر          |                                  | فونت خودشو داره شامل فن التارین، زبان الف‌های چوبی است. تار التارین، زبان الف‌های دریایی و الف‌های بلند؛ دروهر، زبان الف‌های تاریک |
| الوی                              | گائل بودینو      | سری Strands            | زبان‌های عاشقانه                  | [ ۷ ] |
| الفی                              |                  | دنیای وارکرفت          | ظاهراً شبیه الفی تالکین است       | دارناسی، نازجا و تالاسی زبان‌های الفی مدرنی هستند که به ترتیب توسط کالدوری‌ها، ناگاها، و بالازادگان مدرن صحبت می‌کنند، در حالی که الفی خود یک زبان باستانی است که دیگر به عنوان زبان اصلی استفاده نمی‌شود. فرض بر این است که الفی زبانی است که دارناسی از آن تکامل یافته‌است. سپس دارناسیان به نازجا منشعب شد که در زیر آب توسط کالدوری‌ها که پس از جداسازی ملکه آزشارا دنبال می‌شدند، و بعداً به زبان تالاسی که توسط الف‌های مرتفع و خونین صحبت می‌شد، صحبت می‌کردند. |
| Gnommish                          |                  | سریال Artemis Fowl     | رمز جایگزینی حروف برای انگلیسی   | گاهی به صورت مارپیچی بخوانید. |
| Ehlnofex                          |                  | طومارهای بزرگ          |                                  | الف‌ها یا مر از زبان‌هایی استفاده می‌کنند که از Ehlnofex باستانی مشتق شده‌اند، از جمله Dunmeris, Pyandonean, Orcish (Orsimeris) و Bosmeris. |
| شیوایسیت                          | دیوید جی پیترسون | تور: دنیای تاریک       | فینو اوگریک                      | زبان الف‌های تاریک. نوشته شده در رونز Todjydheenil، بر اساس رونز نوردیک. |
| Övüsi                             | دیوید جی پیترسون | روشن                   |                                  | [ ۱۱ ] |
| هن لینگ (سخنرانی بزرگتر)          | دیوید جی پیترسون | The Witcher از نتفلیکس |                                  | |